# St. Lukas (Regensburg)

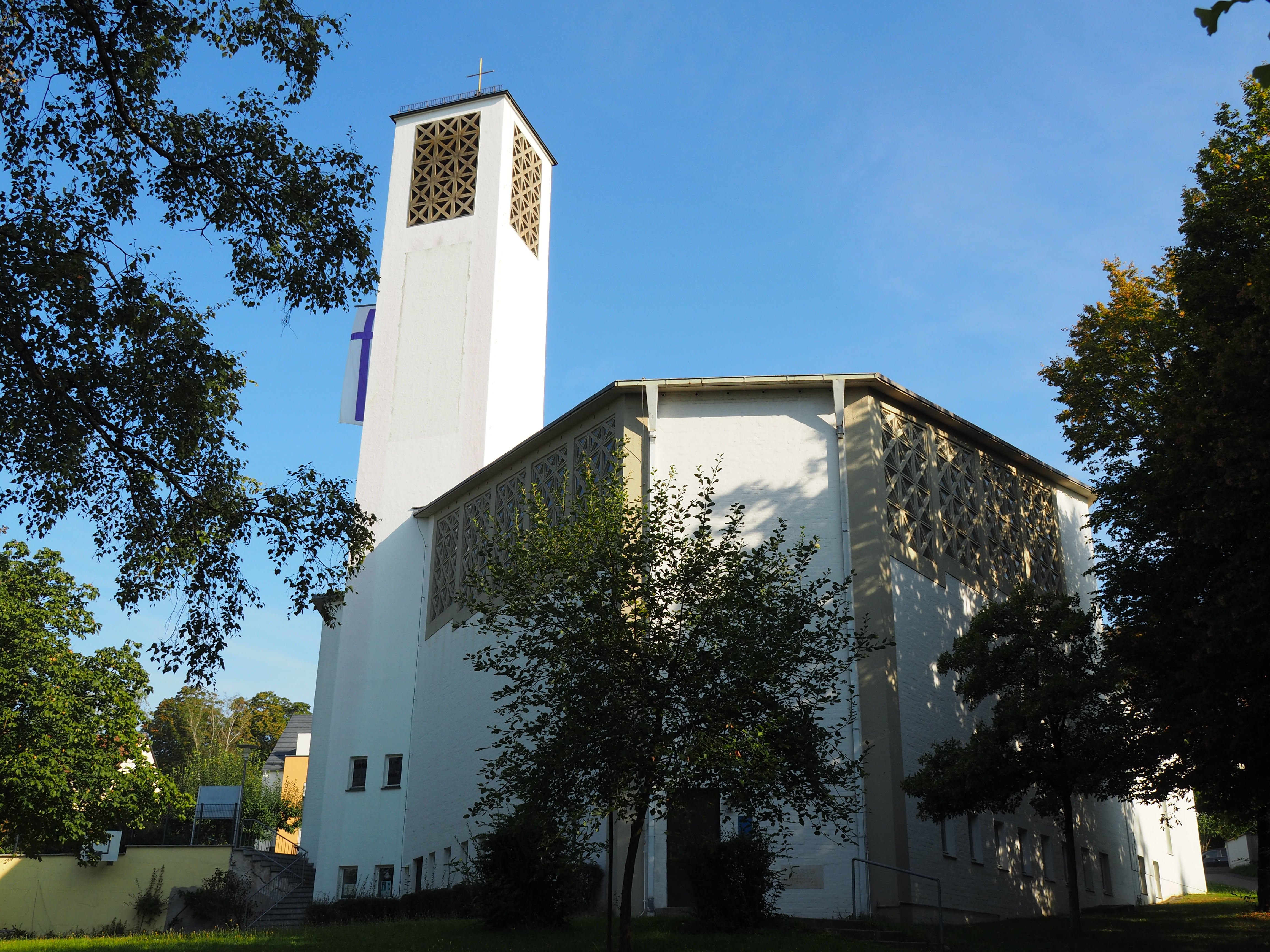
St. Lukas

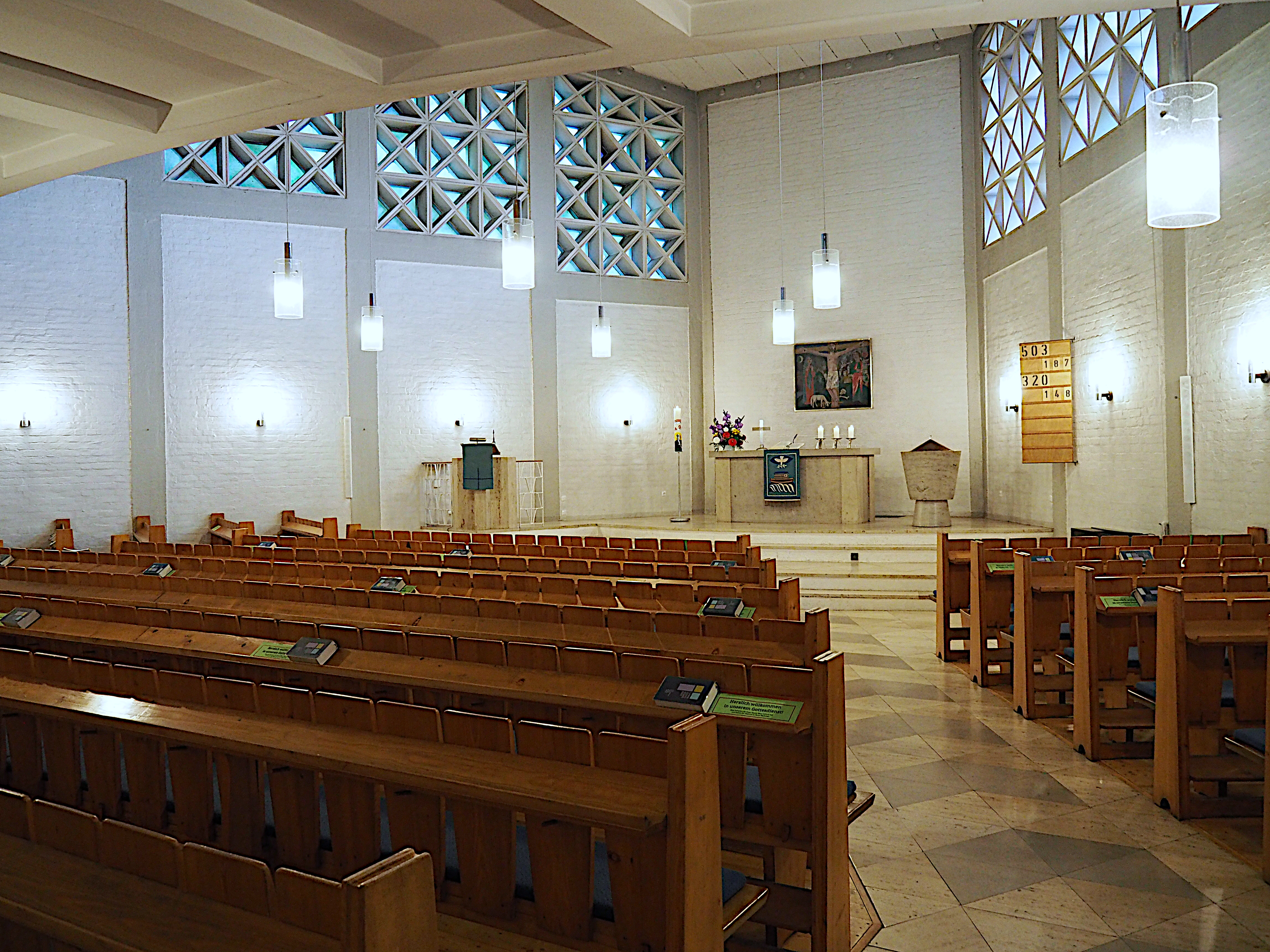
Innenansicht

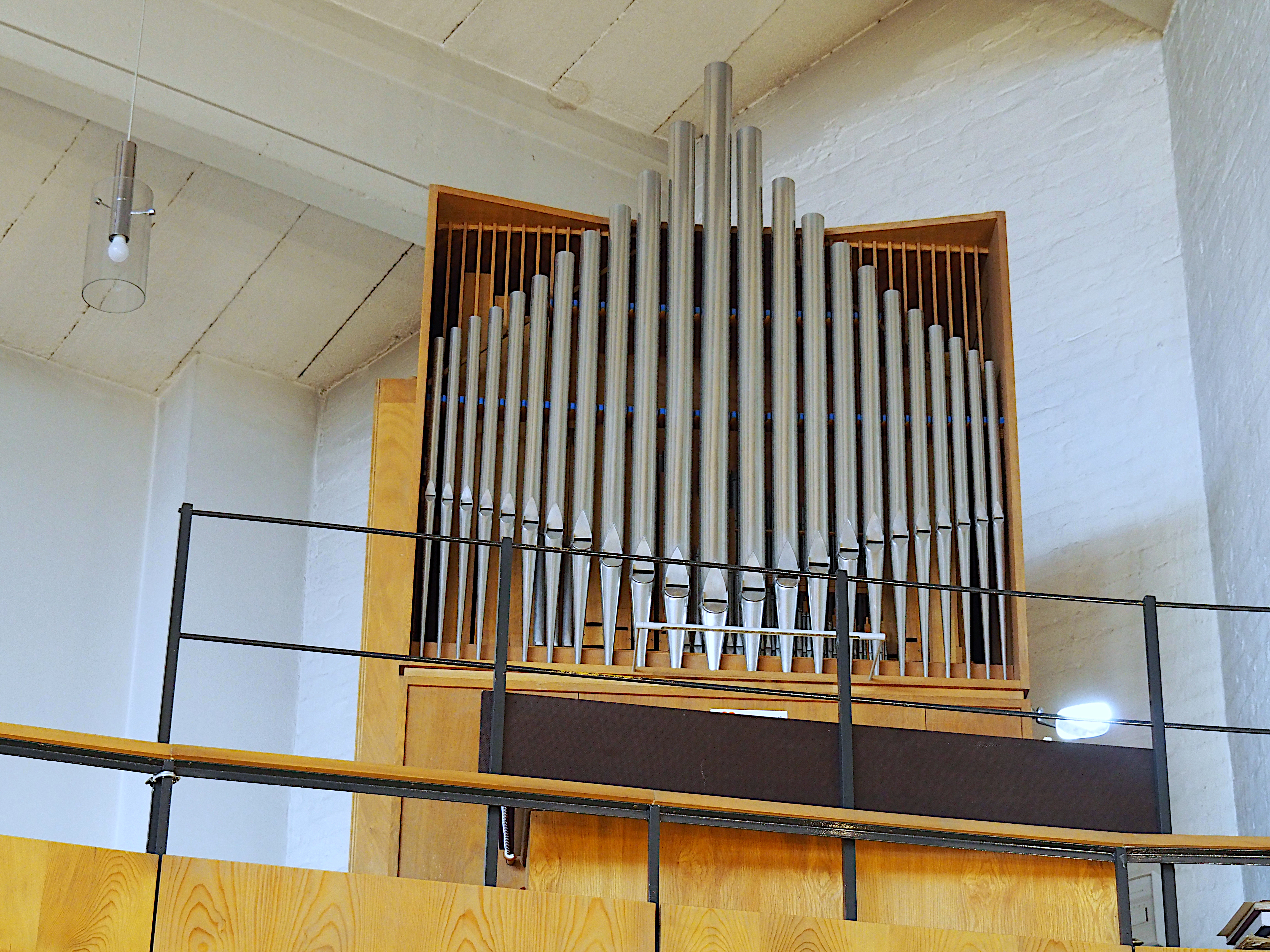
Orgel

Die Kirche St. Lukas steht an der Siebenbürgener Str. 12 im Stadtteil Konradsiedlung von Regensburg. Die Gemeinde gehört zum Dekanat Regensburg im Kirchenkreis Regensburg der Evangelisch-Lutherischen Kirche in Bayern.

## Geschichte
Nach dem Krieg wurde auf dem Gebiet, das bis dahin zur Neupfarrkirche gehörte, eine Notkirche erbaut. 1955 wurde die Pfarrei St. Lukas gegründet. Die Lukaskirche mit Turm selbst wurde am 27. Oktober 1957 eingeweiht.

## Gebäude
St. Lukas wurde von dem Architekten Gottfried Bauer geplant und ist einem Schiffskörper nachempfunden.

## Orgel
Die Orgel wurde 1964 von der Firma Walcker in Ludwigsburg gefertigt und verfügt über 13 klingende Register, verteilt auf zwei Manuale und Pedal. Sie zeichnet sich trotz der knapp gehaltenen Disposition durch eine vielfältige klangliche Farbigkeit aus.
| I Hauptwerk C–g3 |                  |    |
| 1.               | Gedeckt          | 8′ |
| 2.               | Prinzipal        | 4′ |
| 3.               | Ssesquialtera II |    |
| 4.               | Mixtur II-III    |    |

| II Oberwerk C–g3 |           |       |
| 5.               | Gemshorn  | 8′    |
| 6.               | Rohrflöte | 4′    |
| 7.               | Prinzipal | 2′    |
| 8.               | Quinte    | 1 ⁄3′ |
| 9.               | Zimbel II |       |

| Pedal C–f1 |                 |     |
| 10.        | Subbaß          | 16′ |
| 11.        | Choralbaß       | 4′  |
| 12.        | Glöckleinton II |     |
| 13.        | Trompete        | 8′  |

- Koppeln: II/I, I/P, II/P

## Glocken
Die Kirche hat mit sechs Glocken das tonreichste Geläut der Evangelischen Kirche in Regensburg. Die Glocken wurden 1958 von Friedrich Wilhelm Schilling in Heidelberg gegossen und haben ein Gesamtgewicht von 1.995 kg. Das Geläute hat die Tonfolge a′-h′-d″-e″-fis″-h″.
- Lukasglocke, a′, 651 kg, Das Reich Gottes ist nahe herbeigekommen.
- Totenglocke, h′, 444 kg, Herr, gedenke an mich, wenn du in dein Reich kommst.
- Friedensglocke, d″, 367 kg, Friede auf Erden und den Menschen ein Wohlgefallen.
- Gnadenglocke, e″, 250 kg, Freude im Himmel über einen Sünder, der Buße tut.
- Gebetsglocke, fis″, 177 kg, Seid wach allezeit und betet.
- Kinder- und Taufglocke, h″, 106 kg, Glaube an den Herrn Jesus Christus, so wirst du und dein Haus selig.